# Fernand Etgen
Fernand Etgen (ur. 10 marca 1957 w Ettelbrucku) – luksemburski polityk i samorządowiec, deputowany, w latach 2013–2018 minister rolnictwa, od 2018 do 2023 przewodniczący Izby Deputowanych.

## Życiorys
Uzyskał wykształcenie średnie, pracował jako urzędnik w administracji publicznej. Zaangażował się w działalność polityczną w ramach Partii Demokratycznej, do której wstąpił w 1979. Od tegoż roku związany z samorządem gminy Feulen. Był radnym, członkiem zarządu gminy (1982–1987) i długoletnim burmistrzem tej miejscowości (1994–2013). W 2007 objął wakujący mandat posła do Izby Deputowanych, z powodzeniem ubiegał się o poselską reelekcję w 2009, zasiadając w luksemburskim parlamencie do 2013.
W grudniu 2013 w rządzie premiera Xaviera Bettela i wicepremiera Etienne’a Schneidera objął stanowiska ministra rolnictwa, winogrodnictwa i ochrony konsumentów oraz ministra do spraw kontaktów z parlamentem. W wyborach w 2018 i 2023 ponownie uzyskiwał mandat poselski.
W grudniu 2018 zakończył pełnienie funkcji ministra, w tym samym miesiącu został wybrany na nowego przewodniczącego Izby Deputowanych, którą kierował do końca kadencji w 2023.

## Odznaczenia
- Order Księcia Jarosława Mądrego II klasy (Ukraina, 2023)[5]